# Onze-Lieve-Vrouw-Hemelvaartkerk (Breda)
De Onze-Lieve-Vrouw-Hemelvaartkerk was een neogotische kerk aan Ginnekenstraat 2 te Breda gewijd aan Maria-Tenhemelopneming. De kerktoren was 82 meter hoog.

## Geschiedenis
De kerk is in feite de opvolger geweest van de moederparochiekerk van Breda. Dit was de Onze-Lieve-Vrouwekerk, die in 1637 definitief in protestantse handen kwam en sindsdien als Grote kerk bekendstaat.
De katholieken vanaf 1715 weer de beschikking over een schuurkerk die zich bevond aan de Waterstraat, de Sint-Josephkerk. In 1837 kwam hiervoor in de plaats een grotere waterstaatskerk in neoclassicistische stijl. Ook deze kerk werd weldra te klein. 

## De kerk van 1890
Als vervanger werd in 1890 een neogotische Onze-Lieve-Vrouwekerk ingewijd. Architect was Jan Jurien van Langelaar. Het was een driebeukige kruisbasiliek met luchtbogen en een 80 meter hoge westtoren. De kerk bevatte een gaaf neogotisch interieur en glas-in-loodramen. Ze wordt beschouwd als het belangrijkste werk van Van Langelaar.
In 1966 werd de kerk onttrokken aan de eredienst om in 1967 te worden gesloopt. In die tijd was er slechts een beperkte waardering voor neogotische architectuur.